# Colombotte
 Colombotte  es una población y comuna francesa, situada en la región de Franco Condado, departamento de Alto Saona, en el distrito de Vesoul y cantón de Noroy-le-Bourg.

## Demografía
| 63 | 53 | 43 | 37 | 49 | 48 | 52 |
| Para los censos de 1962 a 1999 la población legal corresponde a la población sin duplicidades (Fuente: INSEE [Consultar]) |    |    |    |    |    |    |